# 金正恩国防综合大学
金正恩国防综合大学（朝鲜语：／）是一所位于朝鲜平壤龙城区域的大学。该大学专注于朝鲜国防人员的科学技术培训，北韓政府將其稱爲「主體朝鮮國防科技人才培養的最高學府」。

## 历史
该大学由金日成于1964年10月8日创立，前身为国防大学，位于慈江道江界市。该大学在不久后更名为国防综合大学并于2000年迁址到平壤。2016年6月，金正恩视察国防大学，表示要把它打造成培养国防科学的骨干分子的知名院校。这所大学在金正恩访问后在其官方名称中加入了他的名称。 2020年，学校首次参加劳动党创建日阅兵。校长负责学校的阅兵彩排，一名具有“相关经验”的前军官担任该大学的旗手。
2024年10月8日，金正恩國防綜合大學迎來建校60週年，院校於建校60週年前一日舉辦慶典儀式，金正恩亦有出席慶典。

## 国防作用
据金正恩称，国防综合大学研究朝鲜武装力量现代化和高科技武器开发的技术问题。此为他还提到“该大学在巩固我国作为核武器国家的地位方面发挥着作用”。
六一三信息技术公司隶属于该大学。